# Thomas G. G. Senghore
Thomas Gregory George Senghore (* 21. Dezember 1936 in Bathurst; † 14. Januar 2021) war ein gambischer Ökonom. Er war Zentralbank-Gouverneur im westafrikanischen Staat Gambia.

## Leben
Senghore studierte Wirtschaftswissenschaften an der University of Leeds, Großbritannien, wo er ein Diplom in Entwicklungsadministration erwarb. Im Jahr 1972 wurde er Staatssekretär im Ministerium für Arbeit und Kommunikation und 1974 übernahm er die Position als Staatssekretär im Ministerium für Finanzen und Handel. 1977 war er der stellvertretende Gouverneur der Internationale Bank für Wiederaufbau und Entwicklung (IBRD).
Von Mai 1982 bis zum Februar 1988 war er Gouverneur der Zentralbank von Gambia, dann trat er in den Ruhestand. Er hatte in vier der Regionen als Kommissar gedient.

## Auszeichnungen und Ehrungen
- 1975: Justice of the Peace[3]